# معركة كومسومولسكوي
وقعت معركة كومسومولسكوي في مارس 2000 بين القوات الفيدرالية الروسية والانفصاليين الشيشان في قرية كومسومولسكوي الشيشانية (السعدي-كوتار) ، الشيشان. كان هذا أكبر انتصار روسي خلال الحرب الشيشانية الثانية. قُتل عدة مئات من مقاتلي المتمردين الشيشان والمدنيين وأكثر من 50 جنديًا روسيًا خلال أكثر من أسبوعين من حرب الحصار. أسفر القتال عن تدمير معظم قوات قائد المتمردين الميدانيين الشيشان رسلان غلاييف. تم اعتقال عشرات الشيشان من قبل الروس ، ونجا عدد قليل منهم. توفي عدد من المدنيين جراء التعذيب ، وتم نهب القرية وتدميرها بالكامل.

## المعركة
كومسومولسكوي (الشيشان: سعدي-كوتار) (لا ينبغي الخلط بينه وبين كومسومولسكوي في منطقة سكاي غودرميس ، بالقرب من الحدود مع داغستان ) ، وهي قرية تضم قرابة 5000 ساكن قبل الحرب ، كانت الضاحية الجنوبية للعاصمة الشيشانية غروزني. مسقط رأس القائد الانفصالي الشيشاني المستقل رسلان غلاييف ، الذي كان يعمل في مقاطعتي شاتويسكي وإيتوم كالينسكي. دخلت طابور كبير من المقاتلين المنهكين والجوعين من مفرزة غليلايف إلى القرية في 4 مارس 2000. وكان المقاتلون يحاولون اختراق الطوق الذي أقامته القوات الروسية حول ممر نهر أرغون  في أعقاب سقوط غروزني في فبراير. على ما يبدو خدعوا من قبل عربى باراييف ، الذي كان قد وعد بإخلاء مناطقهم بالحافلات ، ولكن في واقع الأمر أغوى جلاييف وقواته في كمين اتحادي جيد الإعداد.
وبمجرد وصولهم إلى كومسومولسكوي ، أوقفت القوات الداخلية الروسية العماد وقوات كوماندوس شرطة أومون وسوبر من فورونيش وإيركوتسك وكورسك ، وسرعان ما انضم إليهم العسكريون. ثم تعرضت القرية للقصف الشديد والقصف الجوي. في البداية ، قال متحدثون روسيون إن 25 إلى 30 مقاتلاً فقط كانوا في القرية ، مؤكدين أن المقاتلين لم يعودوا قادرين على إدخال وحدات كبيرة ، لكنهم قالوا في وقت لاحق إنها مجموعة تصل إلى 1500. نجح بعض المقاتلين في الخروج من كومسومولسكوي في مجموعات صغيرة من حوالي عشرة مقاتلين لكل منهما. نجا جلاييف في 10 مارس. فقط حفنة من الذين بقوا في القرية نجوا من المعركة أو الأسر. قُتل أكثر من 300 مقاتل في حقول الألغام حول القرية. وفقا للروس ، قتل 17 جنديا في كمين في اليوم الثاني. تم جلب المدنيين وأمروا بإعادة سبعة جنود لا يمكن إجلائهم.
ادعت الحكومة الروسية أن القرية كانت محصنة بشدة.  ومع ذلك ، وفقا لمقابلات مع صحيفة لوس انجليس تايمز مع الناجين الشيشان من المعركة ، فإن الثوار المحاصرين ، كثير منهم قتلوا أو أصيبوا بالصقيع ، لم يتمكنوا من إغناء القرية أو العثور على مأوى لائق. وفي إحدى الحوادث ، قُتل 50 من المقاتلين المصابين في ضربة مباشرة في الطابق السفلي حيث كانوا يأويون. وقال الناجون إنهم يتضورون جوعًا وتجمدًا ، وكانوا لا يملكون الأسلحة والذخيرة الكافية. وقال أحدهم إنه كان الناجي الوحيد من مجموعة من تسعة أشخاص حاولوا الخروج. الآخرين قتلوا جميعاً بسبب الألغام. قالوا إن العديد من الرفاق اليائسين قد تظاهروا باستسلامهم ، فقط لتفجير أنفسهم بالقنابل اليدوية المخفية.
وفقا لـ هيومن رايتس ووتش وجمعية ميموريال ، فإن أكثر من 2000 مدني تقطعت بهم السبل في المنطقة الحرام لمدة ثلاثة أيام خلال المعركة. وفي اليوم الثاني ، قالت القوات الروسية إن النساء والأطفال قد غادروا ، لكنهم كانوا يشعرون بالإحباط لفعل ذلك من قبل القوات الشيشانية ، ربما بهدف استخدامها كدروع بشرية. وأسفر هذا عن سقوط ضحايا من المدنيين خلال الأعمال العدائية التالية. ما يقرب من 100 مدني ، معظمهم من كبار السن أو معوقون أو جرحى ، كانوا محاصرين في القرية وربما قُتلوا في سياق المعركة. تم انتقاء عدد من المدنيين  الذكور وضربهم ونقلهم إلى مركز احتجاز مرتجل في أوروس-مارتان للتعذيب ، بما في ذلك حتى الموت. وقال ناجون مدنيون إنه تم السماح للاجئين بالعودة إلى القرية لمدة ساعة واحدة لأخذ أمتعتهم ، لكنهم قُتلوا أثناء تجدد القصف الروسي. آخرون يشهدون نهب منظم ، مع «شاحنات محملة بالغنائم» التي تم استبعادها من قبل القوات الروسية. وذكروا أنهم تمكنوا من الإخلاء من منطقة القتال بعد أن أجبرت مجموعة من رجال الشرطة الميليشيات الموالية لموسكو في نقطة التفتيش الروسية تحت تهديد السلاح للسماح لهم بالمرور. وقال عبد الله يتسلاييف ، رئيس قرية جويسكوي المجاورة ، إن هناك خسائر فادحة في صفوف المدنيين .
بعد أربعة أيام من قصف المدفعية على مدار الساعة ، مع قصف جوي من قاذفة القنابل يجري كل 5 إلى 10 دقائق  بما في ذلك استخدام الأسلحة الحرارية (قاذفات صواريخ متعددة توس-1) ، بدأ اقتحام كومسومولسكوي. قادت القوات الروسية الخاصة عشرين دبابة  ومشاة بحاملات جنود مدرعة. في 8 أبريل ، قال قائد القوات الاتحادية في الشيشان الجنرال جينادي تروشيف إن قوات جيلاييف تُدمرت بالكامل بحلول اليوم التالي. وبحلول 10 مارس ، قال الروس إنهم ما زالوا يواجهون مقاومة حازمة من بين 300 إلى 700 من المقاتلين الشيشان. تم التفاوض على وقف إطلاق النار قصير لجمع الجرحى في 14 مارس.  وفي 15 مارس ، قُتل نائب قائد المجموعة الغربية للقوات الاتحادية المسؤولة عن المعدات والتسليح ، العقيد ميخائيل ريفنكو ، بقنبلة يدوية أثناء محاولته المغادرة بدبابة معوقة. تم اعطائه وسم بعد وفاته باعتباره بطلا للاتحاد الروسي. تعرض اثنان من جنرالات وزارة الداخلية الروسية لنيران القناصة ولكنهما لم يتعرضا للأذى. تحدث الجنود الروس عن معاناة «خسائر فادحة» ، واصفا طائرات الهليكوبتر التي تحمل الجنود الجرحى الذين يغادرون كومسومولسكوي بأنها «مثل الحافلات في ساعة الذروة». شاهد أحدهم أربع طائرات مروحية تحمل جثثًا في يوم واحد. 
وبحلول 17 مارس ، عمدت المقاومة الشيشانية إلى رد القوات الروسية التي أرسلت إلى «تطهير» القرية التي تم تسويتها الآن ، فقام الروس ببدء قصف مدفعي آخر. في واحدة من حوادث النيران الصديقة ، اطلقت دبابة روسية النار على مجموعة SOBR من ايركوتسك ، مما أسفر عن مقتل ثلاثة. ولاحظت هيئة الإذاعة البريطانية أن القيادة العليا الروسية قالت إن المتمردين «سيتم تدميرهم نهائياً اليوم» ، وهو تعهد بعهد للقادة المحليون قبل ذلك بأسبوع. في ليلة 19-20 مارس ، ادعى الروس أن 46 من المقاتلين ، بمن فيهم قائد ميداني ، لقوا مصرعهم خلال محاولة الاختراق الأخيرة. كما أفادوا أن الكولونيل ألكسندر تشوكوف ، رئيس قسم البحث والإنقاذ في منطقة شمال القوقاز العسكرية وبطل روسيا ، تم إنقاذه من الأسر الشيشانية. وأصيب بجروح من جراء أربع رصاصات أخرى عندما وقع في تبادل لإطلاق النار. ووفقًا لوكالة إنترفاكس ، فإن أكثر من 50 عضو في الخدمة الفيدرالية قد قتلوا في هذا الوقت وأصيب أكثر من 300 آخرين. في اليوم التالي ، رفع الروس علمهم على ما تبقى من القرية ، واستسلم 76 مقاتلاً (بينهم امرأتان). في هذه المرحلة ، ظل حوالي 150 متمرداً محصورين بدون أي طريق للهروب. في 24 مارس ، قال وزير الدفاع الروسي المشير إيغور سيرجيف إن القوات الروسية «تطهر» أنقاض المتطرفين والقناصة. وفقا للسجين الشيشاني الذي نجا من مقابلة مع ميموريال ، أصيب الجرحى الشيشان بجروح منتظمة أو أحرقوا في الملاجئ وأعدموا بعد استسلامهم.

## بعد
واعتبرت حصيلة الحصار كارثة كبرى للمتمردين الشيشان ، قال الروس إن أكثر من 600 منهم قد ماتوا في القرية أو بالقرب منها. بعض الجثث التي عثرت عليها فرق الدفن التابعة لوزارة حالات الطوارئ كان قد تم قطع آذانها وأنوفها وأصابعها. وشهدت جثث مشوهة ومقيدة أيضا من قبل مراسل نيوزويك زائر. رسمياً تم أخذ 88 سجيناً شيشياً ، لكن معظمهم اختفوا.
دمرت كومسومولسكوي بالكامل جراء القصف، التي وصفها أحد الصحفيين بأنها «تبدو كومة من أعواد الثقاب المحطمة - لم يبق أي مبنى على حاله» ، كانت متناثرة مع جثث متعفنة ودبابات تي-80 مدمرة وناقلات جند مصفحة. وفي 29 مارس ، أعلنت القوات الإقليمية التابعة لوزارة حالات الطوارئ في الشيشان أنها عثرت على مدفن 552 شيشانيا و 628 من الحيوانات الكبيرة ودفنوها. وركزوا وأبطأوا 4622 قطعة من الذخائر غير المنفجرة. قارنت الصحفية التحقيقية الروسية آنا بوليتكوفسكايا الأحداث في كومسومولسكوي بمذبحة خاتن ووصفتها بأنها «قرية لم تعد موجودة» ، حيث تركت المعركة «تكتلاً هائلاً من المنازل المحروقة والأطلال والمقابر الجديدة في المقبرة». وبقيت ما يقرب من 150 عائلة في القرية ، لكنهم كانوا جميعاً بدون مأوى ، وكانوا يعيشون في أكواخ مرتجلة. تحدث بوليتكوفسكايا مع رجل «رقيق كسجين بوخنفالد» ، مريض من مرض السل ، الذي واجهه ابنه المراهق بغضب. سأل: «لماذا كانت البلد بأسرها أثار عندما كانت بحارة غواصة كي-141 كورسك ذاهبة  ، و عندما كانوا يطلقون النار على الأشخاص الذين يغادرون كومسولولسكوي في الميدان لعدة أيام ، ظللت صامتا؟»  اعتبارا من عام 2004 ، ظل معظم السكان السابقين يعيشون خارج القرية ، ومعظمهم في مقاطعة أوروس - مارتانوفسكي ، في انتظار التعويض عن منازلهم المدمرة.
هرب غايلايف وبعض رجاله من المدينة ، لكن قدرته على التأثير في الشيشان تقوضت بشدة. قضى غايلايف أو غلاييف معظم ما تبقى من حياته عبر الحدود في جورجيا المجاورة. كما قام بحملة انتقام شخصية ضد باراييف ورجاله.